# قاي بورويل
قاي بورويل (بالإنجليزية: Guy Burwell)‏ هو رسام توضيحي أمريكي، ولد في 1965.